# Madrid Masters 2006 - Qualificazioni singolare
Le qualificazioni del singolare  del Madrid Masters 2006 sono state un torneo di tennis preliminare per accedere alla fase finale della manifestazione. I vincitori dell'ultimo turno sono entrati di diritto nel tabellone principale. In caso di ritiro di uno o più giocatori aventi diritto a questi sono subentrati i lucky loser, ossia i giocatori che hanno perso nell'ultimo turno ma che avevano una classifica più alta rispetto agli altri partecipanti che avevano comunque perso nel turno finale.
Le qualificazioni del torneo Madrid Masters 2006 prevedevano 24 partecipanti di cui 6 sono entrati nel tabellone principale.

## Teste di serie
1. Michail Južnyj (ultimo turno)
2. Nicolás Almagro (ultimo turno)
3. Gilles Simon (primo turno)
4. Julien Benneteau (Qualificato)
5. Rubén Ramírez Hidalgo (primo turno)
6. Paul-Henri Mathieu (ultimo turno)

1. Mardy Fish (Qualificato)
2. Assente
3. Maks Mirny (ultimo turno)
4. Gorka Fraile (primo turno)
5. Juan Martín del Potro (primo turno)
6. Vince Spadea (primo turno)

## Qualificati
1. Alejandro Falla
2. Mardy Fish
3. Gorka Fraile

1. Julien Benneteau
2. Iván Navarro
3. Juan Martín del Potro

## Tabellone

### Legenda
| - Q = Qualificato - WC = Wild card - LL = Lucky loser | - ALT = Alternate - SE = Special Exempt - PR = Protected Ranking | - w/o = Walkover - r = Ritirato - d = Squalificato |

### Sezione 1
|  | Primo turno | Primo turno     | Primo turno     | Primo turno | Primo turno |  |  | Ultimo turno | Ultimo turno    | Ultimo turno | Ultimo turno | Ultimo turno |  |
|  |             |                 |                 |             |             |  |  |              |                 |              |              |              |  |
|  | 1           | Michail Južnyj  | Michail Južnyj  | 6           | 6           |  |  |              |                 |              |              |              |  |
|  |             | Lukáš Dlouhý    | Lukáš Dlouhý    | 3           | 1           |  |  | 1            | Michail Južnyj  | 6            | 1            | 68           |  |
|  |             | Alejandro Falla | Alejandro Falla | 6           | 6           |  |  |              | Alejandro Falla | 2            | 6            | 7            |  |
|  | 12          | Vince Spadea    | Vince Spadea    | 2           | 4           |  |  |              |                 |              |              |              |  |

### Sezione 2
|  | Primo turno | Primo turno         | Primo turno         | Primo turno | Primo turno |  |  | Ultimo turno | Ultimo turno    | Ultimo turno | Ultimo turno | Ultimo turno |  |
|  |             |                     |                     |             |             |  |  |              |                 |              |              |              |  |
|  | 2           | Nicolás Almagro     | Nicolás Almagro     | 6           | 6           |  |  |              |                 |              |              |              |  |
|  |             | Jonathan Garcia-Leo | Jonathan Garcia-Leo | 3           | 3           |  |  | 2            | Nicolás Almagro | 2            | 6            | 4            |  |
|  | 7           | Mardy Fish          | 6                   | 64          | 6           |  |  | 7            | Mardy Fish      | 6            | 2            | 6            |  |
|  |             | Tejmuraz Gabašvili  | 1                   | 7           | 3           |  |  |              |                 |              |              |              |  |

### Sezione 3
|  | Primo turno | Primo turno     | Primo turno     | Primo turno | Primo turno |  |  | Ultimo turno | Ultimo turno | Ultimo turno | Ultimo turno | Ultimo turno |  |
|  |             |                 |                 |             |             |  |  |              |              |              |              |              |  |
|  |             | Jan Hernych     | Jan Hernych     | 6           | 3           |  |  |              |              |              |              |              |  |
|  | 3           | Gilles Simon    | Gilles Simon    | 3           | 2r          |  |  | Jan Hernych  | Jan Hernych  | 4            | 7            | 63           |  |
|  |             | Gorka Fraile    | Gorka Fraile    | 7           | 6           |  |  | Gorka Fraile | Gorka Fraile | 6            | 64           | 7            |  |
|  | 10          | Benjamin Becker | Benjamin Becker | 68          | 2           |  |  |              |              |              |              |              |  |

### Sezione 4
|  | Primo turno | Primo turno      | Primo turno      | Primo turno | Primo turno |  |  | Ultimo turno | Ultimo turno     | Ultimo turno | Ultimo turno | Ultimo turno |  |
|  |             |                  |                  |             |             |  |  |              |                  |              |              |              |  |
|  | 4           | Julien Benneteau | Julien Benneteau | 6           | 7           |  |  |              |                  |              |              |              |  |
|  |             | Andreas Seppi    | Andreas Seppi    | 4           | 5           |  |  | 4            | Julien Benneteau | 3            | 6            | 6            |  |
|  | 9           | Maks Mirny       | Maks Mirny       | 6           | 6           |  |  | 9            | Maks Mirny       | 6            | 2            | 2            |  |
|  |             | Olivier Patience | Olivier Patience | 3           | 4           |  |  |              |                  |              |              |              |  |

### Sezione 5
|  | Primo turno            | Primo turno            | Primo turno            | Primo turno | Primo turno |  |  | Ultimo turno          | Ultimo turno          | Ultimo turno          | Ultimo turno | Ultimo turno |  |
|  |                        |                        |                        |             |             |  |  |                       |                       |                       |              |              |  |
|  |                        | Juan Luis Rascón Lope  | 6                      | 3           | 6           |  |  |                       |                       |                       |              |              |  |
|  | 5                      | Rubén Ramírez Hidalgo  | 4                      | 6           | 4           |  |  | Juan Luis Rascón Lope | Juan Luis Rascón Lope | Juan Luis Rascón Lope | 65           | 6            |  |
|  | Iván Navarro           | Iván Navarro           | Iván Navarro           | 6           | 6           |  |  | Iván Navarro          | Iván Navarro          | Iván Navarro          | 7            | 7            |  |
|  | Javier Foronda-Bolanos | Javier Foronda-Bolanos | Javier Foronda-Bolanos | 1           | 0           |  |  |                       |                       |                       |              |              |  |

### Sezione 6
|  | Primo turno | Primo turno            | Primo turno            | Primo turno | Primo turno |  |  | Ultimo turno | Ultimo turno          | Ultimo turno          | Ultimo turno | Ultimo turno |  |
|  |             |                        |                        |             |             |  |  |              |                       |                       |              |              |  |
|  | 6           | Paul-Henri Mathieu     | Paul-Henri Mathieu     | 7           | 6           |  |  |              |                       |                       |              |              |  |
|  |             | Guillermo García López | Guillermo García López | 5           | 2           |  |  | 6            | Paul-Henri Mathieu    | Paul-Henri Mathieu    | 4            | 3            |  |
|  |             | Juan Martín del Potro  | 7                      | 3           | 6           |  |  |              | Juan Martín del Potro | Juan Martín del Potro | 6            | 6            |  |
|  | 11          | Nicolas Mahut          | 6                      | 6           | 0           |  |  |              |                       |                       |              |              |  |